# Конвой № 1 Го
Конвой № 1 Го — японський конвой часів Другої світової війни, проведення якого відбувалось у грудні 1942 року.
На початку серпня 1942 року союзники висадились на сході Соломонових островів, що започаткувало шестимісячну битву за Гуадалканал та змусило спрямовувати до регіону конвої з підкріпленнями. Зокрема, у грудні до Меланезії попрямував конвой № 1 Го, вихідним пунктом якого став розташований у Токійській затоці порт Йокосука.
Конвой складався з двох загонів. До першого увійшли транспорти «Ямафуку-Мару» та «Флорида-Мару» (мали на борту 700 та 900 осіб відповідно зі складу 101-го будівельного загону, а також будівельне обладнання й матеріали, озброєння і припаси) і судно для перевезення амуніції «Тацутаке-Мару» у супроводі гідроавіаносця «Ніссін». Другий становили переобладнаний легкий крейсер «Багкок-Мару» (мав на борту підрозділ морської піхоти зі складу 7-го батальйону ВМБ Йокосука), танкер-заправник/вугільник «Асакадзе-Мару» і транспорт «Кірікава-Мару» під ескортом есмінця «Ямагумо».
Кораблі вийшли з порту 10 грудня 1942 року. Оскільки американські підводні човни діяли поблизу східного узбережжя Японського архіпелагу, на початковій ділянці маршруту додатковий ескорт надавав есмінець «Окікадзе».
Перший загін 15 грудня 1942 року прибув на атол Трук (нині Чуук) у центральній частині Каролінських островів (ще до війни тут облаштували головну базу японського флоту в Океанії). «Ніссін» і «Тацутаке-Мару» без особливих затримок рушили далі і 17—19 грудня здійснили перехід до Рабаула — головної передової бази в архіпелазі Бісмарка, з якої здійснювались операції на Соломонових островах та сході Нової Гвінеї. «Ямафуку-Мару» прослідував у Рабаул 20—24 грудня.
Другий загін спершу 16 грудня 1942 року зайшов на острів Сайпан (Маріанські острови), після чого «Ямагумо» передав ескортування іншому есмінцю «Оіте». Утім, той також не пройшов весь маршрут і відокремився на підході до архіпелагу Бісмарка (за 750 км від Рабаула та за тисячу шістсот кілометрів від Сайпану). 22 грудня кораблі загону прибули в Рабаул.